# Chimaroke Nnamani
Chimaroke Nnamani, född 30 maj 1960 i Port Harcourt, är en nigeriansk politiker (PDP). Han var guvernör i delstaten Enugu från 1999 till 2007. Mellan 2007 och 2011 samt återigen från 2019 representerar Nnamani delstaten Enugu i senaten.